# Токпаєво
Токпа́єво (рос. Токпаево, марій. Токпай почиҥга) — присілок у складі Марі-Турецького району Марій Ел, Росія. Входить до складу Марі-Біляморського сільського поселення.

## Населення
Населення — 146 осіб (2010; 137 у 2002).
Національний склад (станом на 2002 рік):
- лучні марійці — 96 %